# Dugadihalli, Chiknayakanhalli
Dugadihalli là một làng thuộc tehsil Chiknayakanhalli, huyện Tumkur, bang Karnataka, Ấn Độ.